# Norder-Rensjön
Norder-Rensjön är en sjö i Åre kommun i Jämtland och ingår i Indalsälvens huvudavrinningsområde. Sjön har en area på 4,16 kvadratkilometer och ligger 604,1 meter över havet. Sjön avvattnas av vattendraget Visjöån.

## Delavrinningsområde
Norder-Rensjön ingår i det delavrinningsområde (703688-132179) som SMHI kallar för Utloppet av Norder-Rensjön. Medelhöjden är 665 meter över havet och ytan är 22,2 kvadratkilometer. Räknas de 8 avrinningsområdena uppströms in blir den ackumulerade arean 98,97 kvadratkilometer. Visjöån som avvattnar avrinningsområdet har biflödesordning 3, vilket innebär att vattnet flödar genom totalt 3 vattendrag innan det når havet efter 400 kilometer. Avrinningsområdet består mestadels av skog (50 procent) och kalfjäll (23 procent). Avrinningsområdet har 4,17 kvadratkilometer vattenytor vilket ger det en sjöprocent på 18,7 procent.